# Tembo-Aluma
Tembo-Aluma – miasto w Angoli, w prowincji Malanje.